# Рыкачёв, Степан Васильевич
Степан Васильевич Рыкачёв (1829 — 2 ноября 1899) — генерал-лейтенант, герой русско-турецкой войны 1877—1878 годов, командир 2-й гвардейской пехотной дивизии, директор Павловского военного училища.

## Биография
Родился 18 июня 1829 года, в военную службу вступил 1 января 1848 года юнкером в армейскую пехоту и 29 мая 1850 года произведён в прапорщики.
Принимал участие в Крымской войне, 21 ноября 1854 года был произведён в подпоручики и 25 мая 1855 года — в поручики и 6 декабря того же года за отличие переведён в лейб-гвардии Финляндский полк подпоручиком, 30 августа 1862 года вновь получил чин поручика.
В 1863—1864 годах Рыкачёв принимал участие в подавлении Польского восстания, 30 августа 1864 года за отличие получил чин штабс-капитана и в следующем году награждён орденом Святой Анны 3-й степени.
По окончании польской кампании Рыкачёв был 23 января 1864 года назначен репетитором и командиром 4-й роты в Павловский кадетский корпус, 30 августа 1867 года произведён в капитаны и 28 марта 1871 года — в полковники, с 18 марта 1872 года командовал юнкерским батальоном в корпусе.
18 июля 1877 года Рыкачёв был командирован на театр военных действий против Турции и зачислен в состав 18-го пехотного Вологодского полка. После тяжёлой контузии командира полка полковника Соловьёва Рыкачёв 26 июля 1877 года был назначен командиром Вологодского полка и с ним отличился в ходе осады Плевны, был контужен. 30 октября 1877 года он был награждён орденом Св. Георгия 4-й степени
В воздаяние за отличие, оказанное в деле с Турками под Плевною, 30 Августа 1877 года, где, с замечательным спокойствием руководил движением своего полка, и, с ружьем в руках от заколотого лично турка, воодушевлял подчиненных словом и примерною храбростью.
В конце 1877 и начале 1878 года некоторое время исполнял обязанности командира 1-й бригады 5-й пехотной дивизии. 3 октября 1879 года произведён в генерал-майоры. Также за отличия во время войны он в 1879 году был удостоен ордена Св. Владимира 3-й степени с мечами.
19 февраля 1881 года Рыкачёв был назначен командиром лейб-гвардии Волынского полка, а 22 сентября 1886 года получил должность начальника Павловского военного училища, 30 августа 1887 года произведён в генерал-лейтенанты. С 4 марта 1890 года — командир 27-й пехотной дивизии и 7 марта 1891 года возглавил 2-ю гвардейскую пехотную дивизию.
21 февраля 1895 года Рыкачёв был отчислен от занимаемой должности и был назначен членом Александровского комитета о раненых.
Среди прочих наград Рыкачёв имел ордена Св. Станислава 2-й степени (1868 год, императорская корона к этому ордену пожалована в 1871 году), Св. Владимира 4-й степени (1876 год), Святого Станислава 1-й степени (1883 год), Святой Анны 1-й степени (1886 год), Святого Владимира 2-й степени (1891 год) и Белого орла (1895 год).
Скончался от рака 2 ноября 1899 года в Санкт-Петербурге, похоронен на кладбище Воскресенского Новодевичьего монастыря.